# Sistema nervoso somatico
Il sistema nervoso somatico  è la parte del sistema nervoso periferico associata al controllo volontario dei movimenti attraverso l'azione dei muscoli scheletrici. Esso è formato da un sistema a un neurone.
Comprende nervi afferenti, o sensitivi, il cui corpo cellulare si trova nell'encefalo e nel midollo spinale. Usciti dal sistema nervoso centrale essi si dirigono direttamente ai muscoli scheletrici striati o muscoli volontari.
Il neurotrasmettitore usato dalle terminazioni del neurite (assone) per attivare il muscolo è l'acetilcolina, pertanto esse si dicono colinergiche. Queste terminazioni formano la placca motrice dove rapportano con fibre muscolari fasciche (o di tipo 2), a contrazione veloce e di breve durata, mentre assumono aspetto a grappolo ove rapportano con le fibre toniche (o di tipo 1), a contrazione lenta e di lunga durata.

## Struttura
Ci sono 43 paia di nervi nel corpo umano, composti da una parte sensoriale e una motoria. Di questi, 31 si trovano nel midollo spinale e 12 nel tronco cerebrale. Oltre a questi, sono presenti anche migliaia di nervi associati.
Quindi il sistema nervoso somatico si compone di due parti:
- Nervi spinali: sono nervi periferici che trasportano informazioni sensoriali e comandi motori fuori dal midollo spinale.
- Nervi cranici: sono le fibre nervose che trasportano le informazioni dentro e fuori il tronco cerebrale. Includono l'olfatto, la visione, i muscoli degli occhi, la bocca, il gusto, l'udito, il collo, le spalle e la lingua.

## Funzione
Il sistema nervoso somatico controlla tutti i sistemi muscolari volontari all'interno del corpo e il processo degli archi riflessi volontari .
Il percorso dei segnali nervosi all'interno del sistema nervoso somatico efferente inizia nei corpi cellulari dei motoneuroni superiori all'interno della circonvoluzione precentrale (che si avvicina alla corteccia motoria primaria). Gli stimoli della circonvoluzione precentrale sono trasmessi, attraverso gli assoni, ai neuroni motori superiori lungo il tratto corticospinale, e vanno a controllare i muscoli scheletrici (volontari). Gli stimoli passano dai neuroni motori superiori attraverso il corno ventrale del midollo spinale e arrivano ai recettori sensoriali dei motoneuroni alfa (neuroni motori inferiori) del tronco cerebrale e del midollo spinale.
I neuroni motori superiori contraggono sinapsi con i motoneuroni inferiori: a questo livello i primi, se stimolati, rilasciano il neurotrasmettitore glutammato dai loro terminali assonici: il glutammato viene captato dai recettori glutammatergici a livello dei motoneuroni inferiori, questo porta ad una depolarizzazione della loro membrana che si traduce nella generazione di un potenziale d'azione che porta al rilascio di acetilcolina dai terminali assonici dei motoneuroni alfa a livello della giunzione neuromuscolare da essi innervata: in questo modo ha luogo la contrazione delle fibre muscolari.

### Arco riflesso
Un arco riflesso è un circuito neurale che crea un collegamento più o meno automatico tra uno stimolo sensoriale in entrata e  uno motorio in uscita. I circuiti riflessi hanno diversa complessitàː i più semplici sono composti da una catena a due elementi, e sono detti riflessi monosinaptici perché esiste solo una sinapsi tra i due neuroni che prendono parte all'arco. L'unico esempio di un riflesso monosinaptico nell'uomo è il riflesso rotuleo. L'arco riflesso con tre elementi invece, inizia con i neuroni sensoriali, che attivano gli interneuroni nel midollo spinale, che a loro volta attivano i motoneuroni. Alcune risposte riflesse, come il ritirare la mano dopo aver toccato una superficie calda, sono protettive, ma altre, come il riflesso rotuleo, attivato toccando il tendine della rotula, contribuiscono alle normali funzioni dell'organismo.

## Altri animali
Negli invertebrati, a seconda del neurotrasmettitore rilasciato e del tipo di recettore che lega, la risposta nella fibra muscolare può essere eccitatoria o inibitoria. Per i vertebrati la risposta di una fibra muscolare striata scheletrica a un neurotrasmettitore può essere solo eccitatoria ed è sempre mediata da acetilcolina.